# Хеди-зиярт
Хеди-зиярт — место захоронения Хеди (?—1860) — матери шейха Кунта-Хаджи, служащее местом паломничества (зиярат). Расположено в селе Эртан Веденского района Чечни. Каждый год зиярт посещяают десятки тысяч паломников.
Зиярт (усыпальницу) построил Саид-Альви, сын Саид-Селима, внук Джамалайлы — прямого потомка дочери Пророка Мухаммада. Он приехал в Чеченскую Республику с семью товарищами из Саудовской Аравии. По словам Саида-Альви, его отец Саид-Селим завещал ему поехать в далекие земли, где находится могила матери шейха Кунта-Хаджи и возвести над ней святыню, чтобы мусульмане могли приходить к ней и просить у Всевышнего милости и благословения для себя и для других правоверных. В 2009 году зиярт Хеды Кишиевой отреставрировали.